# Област Ватари
Област Ватари (јап. 亘理郡) Watari-gun се налази у префектури Мијаги, Јапан. 
2003. године, у области Ватари живело је 53.076 становника и густину насељености од 385,47 становника по км². Укупна површина је 137,69 км².

## Вароши и села
- Ватари
- Јамамото

## Спајања
Вароши Ватари и Јамамото су планирали да се споје и формјају нови град под именом Ватари. Област Ватари би се укинула ако је потребно због формирања града. Међутим, то до сада није реализовано.